# 光岡・ゼロワン
ゼロワンは、光岡自動車がかつて生産していたスポーツカーである。

## 概要
1994年に組立車として認可され、光岡の生産車第2号として発売された。
ラセードの生産（日産・シルビアの改造）によるノウハウの蓄積を経て、自社でフレームから製造すべくバーキン・セブンをサンプルカーとして購入したことからゼロワンの開発が始まる。パワートレインはユーノス・ロードスターからの流用とした。
当初より型式認証を受けることを前提としていたが、当時の運輸省は現に自動車メーカーでない事（及び生産規模が限られること）を理由に申請を拒否していた為、発売当初の1.6L(B6)エンジン車は型式が「組立車」であった。
ロードスターの仕様変更に合わせて1.8L(BP)エンジンを搭載するにあたり、度重なる折衝の上で型式審査を受けられる事になり、8台の試作車を衝突実験で破壊し（9台目で合格）、1.8Lエンジンを搭載した車は1996年に新型自動車として型式の認証（E-MS01型）を受け、光岡自動車は晴れて10番目の国産乗用車メーカーとして認可された。
スタイリングはロータス・セブンを連想させる、ロングノーズ＆ショートデッキのフルオープン2シーターの所謂「ニア・セブン」だが、ボディサイズは本家よりも大型である。
サスペンションは前後ともダブルウイッシュボーン式、フレームにはクラッシャブル構造を採用する。また、エアコンが装着可能、オートマチック車の設定があるなど、時代に合わせた本家と異なる改良も見られる。サスペンションとフレームはゼロワン用に設計されたもの。
ラインナップは、基本モデルのベースグレードと、発展モデルのクラシックタイプFの2種類。クラシックタイプFは、1940年代風のフルオープンスポーツカーを髣髴させるような、FRP製カウルを装着している。

## 初代 MS01型（1994年-2000年）
- 1994年
  - 1月 - ゼロワン発売。エンジンは1.6LのB6-ZE型を搭載。
  - 11月21日 - 運輸省（現・国土交通省）から車体番号の打刻認定を受ける[2]。
- 1996年5月 - エンジンをB6-ZE型からBP-ZE型に変更。排気量も1.6L→1.8Lへ。
- 1996年6月 - ラインナップに「クラシックタイプF」を追加。
- 1996年4月10日 - 運輸省（現・国土交通省）の型式認定を受け、光岡自動車は10番目の国産乗用車メーカーとして認可された[3]。
- 1997年度 - クラシックタイプF、グッドデザイン賞（商品デザイン部門）を受賞。（受賞番号：97M0743）
- 1999年 - 平成10年アイドル規制適合により、型式がGF-MS01に変更。
- 2000年7月 - 運輸省の側面衝突試験に適合しなかったことから生産を終了[4]。総生産台数は約350台程だという（メーカー発表）。